# Phanor Breazeale

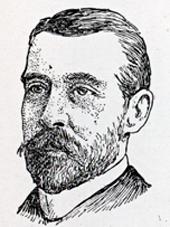
Phanor Breazeale

Phanor Breazeale (* 29. Dezember 1858 im Natchitoches Parish, Louisiana; † 29. April 1934 in Natchitoches, Louisiana) war ein US-amerikanischer Politiker. Zwischen 1899 und 1905 vertrat er den Bundesstaat Louisiana im US-Repräsentantenhaus.

## Werdegang
Phanor Breazeale wurde an privaten Schulen erzogen. Danach war er für zwei Jahre im Handel beschäftigt. Anschließend war er Verwaltungsangestellter am Obersten Gerichtshof von Louisiana. Nach einem Jurastudium an der Tulane University in New Orleans und seiner im Jahr 1881  erfolgten Zulassung als Rechtsanwalt begann er in Natchitoches in seinem neuen Beruf zu arbeiten. In den Jahren 1882 bis 1884 war er auch im Zeitungsgeschäft tätig.
Zwischen 1888 und 1891 gehörte Breazeale dem Schulausschuss im Natchitoches Parish an; von 1892 bis 1900 arbeitete er als Bezirksstaatsanwalt im zehnten Gerichtsbezirk seines Staates. Politisch wurde er Mitglied der Demokratischen Partei. Im Jahr 1898 war er Delegierter auf einer Versammlung zur Überarbeitung der Staatsverfassung von Louisiana. Bei den Kongresswahlen des Jahres 1898 wurde er im vierten Wahlbezirk von Louisiana in das US-Repräsentantenhaus in Washington, D.C. gewählt, wo er am 4. März 1899 die Nachfolge von Henry Warren Ogden antrat. Nach zwei Wiederwahlen konnte er bis zum 3. März 1905 drei Legislaturperioden im Kongress absolvieren. Für die Wahlen des Jahres 1904 wurde er von seiner Partei nicht mehr nominiert.
Nach seinem Ausscheiden aus dem US-Repräsentantenhaus arbeitete Breazeale zunächst wieder als Anwalt. 1908 wurde er Mitglied einer Kommission zur Überarbeitung der Strafgesetze von Louisiana. Ebenfalls im Jahr 1908 war er Vorstandsmitglied seiner Partei auf Staatsebene. 1908 und 1916 nahm er als Delegierter an den jeweiligen Democratic National Conventions teil. 1921 war er Mitglied einer Versammlung zur Neufassung der Staatsverfassung. Phanor Breazeale starb am 29. April 1934 in Natchitoches.